# Christian Wilhelm Grundmann
Christian Wilhelm Grundmann (* 1703 in Prenzlau; † 13. Juni 1767 ebenda) war ein preußischer Obergerichtsrat in der Uckermark.

## Leben
Christian Wilhelm Grundmann war ein Sohn des Advokat und Bürgermeister in Prenzlau, Gottfried Wilhelm Grundmann († nach 1713). Er schrieb sich am 24. April 1724 für die Rechtswissenschaften an der Universität Halle ein. Seit 1730 amtierte er als Rat und Sekretär beim Uckermärkischen Obergericht in Prenzlau. 1737 und 1738 erhielt er als Beamter gute Bewertungen. 1744 veröffentlichte er sein viel beachtetes Hauptwerk zum uckermärkischen Adel. Grundmann war bis zu seinem Tod im Amt. Sein Nachfolger wurde Andreas Christian Friedrich Wilcke. Grundmanns Tochter, Christiane Dorothea war mit Christoph Benjamin Wackenroder (1729–1808), ebenfalls Jurist und nachmaliger Bürgermeister von Berlin, verheiratet.

## Werk
- Versuch einer Ucker-Märckischen Adels-Historie Aus Lehn-Briefen und anderen glaubwürdigen Uhrkunden zusammen getragen von Christian Wilhelm Grundmann. Christian Ragoczy, Prenzlau 1744, (Digitalisat der HHU)